# یوری یاکسون
یوری یاکسون (انگلیسی: Jüri Jaakson؛ ۱۶ ژانویه [سبک قدیمی: ۴ ژانویه] ۱۸۷۰ – ۲۰ آوریل ۱۹۴۲) یک سیاست‌مدار و کارآفرین اهل استونی بود.